# David Lagercrantz
David Lagercrantz (Solna, 4 settembre 1962) è uno scrittore e giornalista svedese, conosciuto a livello internazionale quale prosecutore della Trilogia Millennium di Stieg Larsson.

## Biografia
Figlio dello scrittore Olof Lagercrantz, è nato nel 1962 a Solna e vive e lavora a Stoccolma.
È autore di tre biografie, tra le quali una su Zlatan Ibrahimović, Io, Ibra, e numerosi romanzi tra i quali La caduta di un uomo sulla morte del matematico Alan Turing.
Con il romanzo Quello che non uccide ha continuato nel 2015 la trilogia di Stieg Larsson aggiungendo un quinto capitolo due anni dopo con L'uomo che inseguiva la sua ombra e un sesto nel 2019 con La ragazza che doveva morire.

## Opere

### Biografie
- Göran Kropp 8000 plus (1997), biografia di Göran Kropp
- Ett svenskt geni (2000), biografia di Håkan Lans
- Io, Ibra (Jag är Zlatan Ibrahimović), Milano, Rizzoli, 2011 ISBN 978-88-17-06220-6.

### Saggi
- Änglarna i Åmsele (1998)

### Romanzi
- Stjärnfall (2001)
- Där gräset aldrig växer mer (2002)
- Underbarnets gåta (2003)
- Il cielo sopra l'Everest (Himmel över Everest, 2005), Venezia, Marsilio, 2018 ISBN 978-88-31-72897-3.
- La caduta di un uomo (Fall of man in Wilmslow, 2009), Venezia, Marsilio, 2016 ISBN 978-88-31-72366-4
- Obscuritas (Obscuritas, 2022), Venezia, Marsilio, 2022 ISBN 978-88-29-71497-1

### Serie Millennium
- Quello che non uccide (The Girl in the Spider's Web), Venezia, Marsilio, 2015 ISBN 978-88-31-72199-8.
- L'uomo che inseguiva la sua ombra (The Girl Who Takes an Eye for an Eye), Venezia, Marsilio, 2017 ISBN 978-88-31-72780-8.
- La ragazza che doveva morire (The Girl Who Lived Twice), Venezia, Marsilio, 2019 ISBN 978-88-297-0177-3.